# Feast (Film)
Feast ist eine US-amerikanische Splatter-Komödie von John Gulager aus dem 2005.

## Inhalt
Zu Beginn des Films erfährt der Zuschauer, dass die US-amerikanische Regierung eine Waffe entwickelt hat, die sie, bevor sie sie an Feinden testen können, zuerst an „uns“ testen müssen. Danach beginnt in einer Bar die Vorstellung der Figuren. Es werden Name, besondere Talente und die vorhergesehene Lebenserwartung jeder Person angegeben.
Dann platzt plötzlich der blutgebadete Hero herein. In seiner Hand hält er den Kopf eines Monsters, das gemeinsam mit anderen ihn und seine Frau überfallen hat. Er warnt die Leute, stößt aber auf wenig Gehör. Als bald ein kleineres Monster in die Bar eindringt und sofort Hero sowie einen weiteren Besucher tötet, treten die Verbleibenden in Aktion. Das Monster wird zunächst gefangen und in eine Kühltruhe gesperrt, später wird es getötet. Von nun an übernimmt Heroine die Kontrolle. Es werden Pläne für das Überleben geschmiedet.
Kurze Zeit nach dem ersten Angriff folgt der zweite. Ein kleiner Junge wird von einem der großen Monster gefressen. Außerdem wird „Der Loser“ mit einer Krankheit infiziert, die zur Folge hat, dass aus seinem Körper Maden kriechen. Es wird beschlossen, den Monstern Angst zu machen, indem der Kadaver des ersten getöteten Monsters zur Schau gestellt wird. Dies entpuppt sich jedoch als schlechte Idee, da sich herausstellt, dass es das Kind einer Monsterfamilie war. Zunächst bestürzt über den Tod, frisst „Mama Monster“ das tote Junge und hat anschließend Geschlechtsverkehr mit „Papa Monster“, bei dem nur kurze Zeit später drei neue Junge zur Welt kommen.
Die Besucher der Bar beschließen eine Bombe zu bauen, um die Monster abzulenken, während einer ein Fahrzeug holt, um die anderen zu retten. Die Bombe, bestehend aus Zündschnur und Spraydosen, wird an einer vermeintlichen Leiche befestigt und zur Explosion gebracht. Wie erwartet stiftet die Explosion Verwirrung. Eine der Frauen läuft zum Fluchtauto, einem Truck, fährt aber allein mit diesem davon und rettet somit ihr Leben. Dann greifen die Monster an und enthüllen ihr wahres Gesicht, denn zuvor waren sie nur in Verkleidung und mit Masken zu sehen. Nach einem Kampf scheinen alle Monster und alle bis auf vier der Menschen getötet worden zu sein. Drei von ihnen flüchten in einem Auto. Eine weitere Frau versteckte sich vor dem Kampf im Kühlraum der Bar. Erst nachdem alle geflohen sind, verlässt sie ihr Versteck und wird angegriffen, wobei klar wird, dass eines der Monster überlebt hat.

## Hintergrund
Unter anderem fungierten Matt Damon und Ben Affleck im Rahmen des Project Greenlight als Executive Producer.
Im Jahre 2008 entstand mit Feast II – Sloopy Seconds eine Fortsetzung, die direkt für den DVD-Markt produziert wurde. Im Jahr darauf wurde mit Feast III – The Happy Finish ein dritter Teil der Reihe veröffentlicht. In beiden Fällen übernahm erneut John Gulager die Regie, die Drehbücher verfassten wiederum Marcus Dunstan und Patrick Melton.

### Synchronisation
Es existieren zwei deutsche Synchronfassungen. Beide entstanden bei der Berliner Synchron bzw. Iyuno-SDI Group Germany. Andreas Pollak schrieb für die erste Fassung das Dialogbuch und führte Regie. Andreas Hinz schrieb für die zweite das Dialogbuch und führte Regie.
| Rolle                   | Darsteller             | Synchronsprecher (2008)  | Synchronsprecher (2022) |
| ----------------------- | ---------------------- | ------------------------ | ----------------------- |
| Bozo                    | Balthazar Getty        | Johannes Berenz          | Ricardo Richter         |
| Coach                   | Henry Rollins          | Thomas Nero Wolff        | Peter Flechtner         |
| Heroine                 | Navi Rawat             | Claudia Urbschat-Mingues | ?                       |
| Beer Guy                | Judah Friedlander      | Thomas Petruo            | Gerrit Schmidt-Foß      |
| Hot Wheels              | Josh Zuckerman         | Bernhard Völger          | Sebastian Fitzner       |
| Honey Pie               | Jenny Wade             | Debora Weigert           | Luisa Wietzorek         |
| Tuffy alias „Heroine 2“ | Krista Allen           | Britta Steffenhagen      | ?                       |
| Bartender               | Clu Gulager            | Uli Krohm                | Axel Lutter             |
| Vet                     | Anthony 'Treach' Criss | Felix Spieß              | Marios Gavrilis         |
| Hero                    | Eric Dane              | Nico Mamone              | Sebastian Kluckert      |
| Harley Mom              | Diane Ayala Goldner    | Nina Herting             | ?                       |
| Cody                    | Tyler Patrick Jones    | Amadeus Siegel           | ?                       |
| Grandma                 | Eileen Ryan            | Gisela Fritsch           | ?                       |
| Boss Man                | Duane Whitaker         | Jan Spitzer              | Lucas Wecker            |